# Josh Brolin
Josh Brolin, född 12 februari 1968 i Los Angeles, Kalifornien, är en amerikansk skådespelare. Han är son till skådespelaren James Brolin.

## Filmografi (i urval)
- 1985 – Goonies – Dödskallegänget
- 1986 – Thrashin'
- 1989–1991 – The Young Riders (TV-serie)
- 1994 – Winnetka Road (TV-serie)
- 1996 – Flirting with Disaster
- 1997 – Mimic
- 1997 – Nattvakten
- 2000 – Hollow Man
- 2003 – Mister Sterling (TV-serie)
- 2004 – Melinda och Melinda
- 2005 – Into the West (TV-serie)
- 2005 – Into the Blue
- 2006 – Dead Girl
- 2007 – Planet Terror
- 2007 – No Country for Old Men
- 2007 – In the Valley of Elah
- 2007 – American Gangster
- 2008 – Milk
- 2008 – W.
- 2009 – Women in Trouble
- 2010 – Wall Street: Money Never Sleeps
- 2010 – Du kommer att möta en lång mörk främling
- 2010 – Jonah Hex
- 2010 – True Grit
- 2012 – Men in Black III
- 2013 – Gangster Squad
- 2013 – Labor Day
- 2013 – Oldboy
- 2014 – Sin City: A Dame to Kill For
- 2014 – Guardians of the Galaxy
- 2014 – Inherent Vice
- 2015 – Avengers: Age of Ultron
- 2015 – Everest
- 2015 – Sicario
- 2016 – Hail, Caesar!
- 2017 – Only the Brave
- 2017 – The Legacy of a Whitetail Deer Hunter
- 2018 – Avengers: Infinity War
- 2018 – Deadpool 2
- 2018 – Sicario 2: Soldado
- 2019 – Avengers: Endgame
- 2021 – Flag Day
- 2021 – Dune
- 2021 – What If...? (TV-serie) (röst)
- 2024 – Dune: Part Two
- 2025 – Wake Up Dead Man: A Knives Out Mystery
- 2025 – The Running Man
- 2026 – Weapons